# Estonia ai XXIII Giochi olimpici invernali
L'Estonia ha partecipato ai XXIII Giochi olimpici invernali, che si sono svolti dal 9 al 28 febbraio 2018 a Pyeongchang in Corea del Sud, con una delegazione composta da 22 atleti.

## Biathlon

### Maschile
L'Estonia ha diritto a schierare 5 atleti in seguito ad aver terminato tra la sesta e la ventesima posizione del ranking maschile per nazioni della Coppa del Mondo di biathlon 2017.
| Gara                 | Atleta                                             | Penalità    | Tempo d'arrivo | Posizione |
| -------------------- | -------------------------------------------------- | ----------- | -------------- | --------- |
| 10 km sprint         | Kalev Ermits                                       | 2 (2+0)     | 25'07"2        | 36º       |
| 10 km sprint         | Kauri Kõiv                                         | 3 (2+1)     | 26'23"3        | 76º       |
| 10 km sprint         | Roland Lessing                                     | 2 (1+1)     | 25'19"7        | 41º       |
| 10 km sprint         | Rene Zahkna                                        | 3 (1+2)     | 26'19"9        | 75º       |
| 12,5 km inseguimento | Kalev Ermits                                       | 6 (1+3+0+2) | 37'43"0        | 41º       |
| 12,5 km inseguimento | Roland Lessing                                     | 7 (2+1+3+1) | 38'54"4        | 53º       |
| 20 km individuale    | Kalev Ermits                                       | 2 (1+0+1+0) | 51'43"6        | 32º       |
| 20 km individuale    | Kauri Kõiv                                         | 3 (0+0+0+3) | 54'36"4        | 68º       |
| 20 km individuale    | Roland Lessing                                     | 4 (0+1+2+1) | 54'46"0        | 70º       |
| 20 km individuale    | Rene Zahkna                                        | 4 (1+1+1+1) | 54'20"1        | 65º       |
| Staffetta 4x7,5 km   | Rene Zahkna Kalev Ermits Roland Lessing Kauri Kõiv | 18 (3+15)   | 1h22'26"4      | 13ª       |

### Femminile
L'Estonia ha diritto a schierare un'atleta in seguito ad aver terminato oltre la ventiduesima posizione del ranking femminile per nazioni della Coppa del Mondo di biathlon 2017.
| Gara               | Atleta           | Penalità    | Tempo d'arrivo | Posizione |
| ------------------ | ---------------- | ----------- | -------------- | --------- |
| 7,5 km sprint      | Johanna Talihärm | 1 (0+1)     | 22'27"0        | 22ª       |
| 10 km inseguimento | Johanna Talihärm | 4 (0+1+2+1) | 33'34"7        | 26ª       |
| 15 km individuale  | Johanna Talihärm | 3 (1+2+0+0) | 46'44"0        | 50ª       |

## Combinata nordica
L'Estonia ha qualificato nella combinata nordica un totale di due atleti.
| Gara               | Atleta              | Salto     | Salto | Salto     | Fondo   | Fondo            | Posizione |
| Gara               | Atleta              | Lunghezza | Punti | Posizione | Tempo   | Tempo + distacco | Posizione |
| ------------------ | ------------------- | --------- | ----- | --------- | ------- | ---------------- | --------- |
| Trampolino normale | Kristjan Ilves      | 104,0 m   | 112,8 | 9º        | 25'52"3 | 27'03"3          | 16º       |
| Trampolino normale | Karl-August Tiirmaa | 87,0 m    | 68,9  | 43º       | 25'58"2 | 30'05"2          | 43º       |
| Trampolino lungo   | Kristjan Ilves      | 123,5 m   | 114,0 | 16º       | 25'28"3 | 27'08"3          | 28º       |
| Trampolino lungo   | Karl-August Tiirmaa | 116,0 m   | 89,3  | 34º       | 26'44"0 | 30'02"0          | 45º       |

## Pattinaggio di velocità

### Uomini
| Gara   | Atleta      | Tempo   | Posizione |
| ------ | ----------- | ------- | --------- |
| 1000 m | Marten Liiv | 1'09"75 | 18º       |
| 1500 m | Marten Liiv | 1'50"23 | 33º       |

### Donne
| Gara       | Atleta         | Semifinali | Semifinali | Semifinali | Finale | Finale  | Finale |
| Gara       | Atleta         | Punti      | Tempo      | Pos.       | Punti  | Tempo   | Pos.   |
| ---------- | -------------- | ---------- | ---------- | ---------- | ------ | ------- | ------ |
| Mass start | Saskia Alusalu | 3          | 8'35"58    | 7ª Q       | 15     | 8'47"47 | 4ª     |

## Salto con gli sci
L'Estonia aveva qualificato nel salto con gli sci un solo atleta, un uomo; tuttavia ha beneficiato di ulteriori due quote maschili in seguito alla rinuncia da parte di un altro comitato olimpico.

### Uomini
| Gara               | Atleta        | Qualificazioni | Qualificazioni | Qualificazioni | Finale          | Finale          | Finale          | Finale          | Finale          | Finale          | Finale          | Finale          |
| Gara               | Atleta        | Qualificazioni | Qualificazioni | Qualificazioni | Primo salto     | Primo salto     | Primo salto     | Secondo salto   | Secondo salto   | Secondo salto   | Punti totali    | Posizione       |
| Gara               | Atleta        | Lunghezza      | Punti          | Pos.           | Lunghezza       | Punti           | Pos.            | Lunghezza       | Punti           | Pos.            | Punti totali    | Posizione       |
| ------------------ | ------------- | -------------- | -------------- | -------------- | --------------- | --------------- | --------------- | --------------- | --------------- | --------------- | --------------- | --------------- |
| Trampolino normale | Artti Aigro   | 81,5 m         | 80,0           | 55º            | non qualificato | non qualificato | non qualificato | non qualificato | non qualificato | non qualificato | non qualificato | non qualificato |
| Trampolino normale | Kevin Maltsev | 79,0 m         | 74,2           | 56º            | non qualificato | non qualificato | non qualificato | non qualificato | non qualificato | non qualificato | non qualificato | non qualificato |
| Trampolino normale | Martti Nõmme  | 87,0 m         | 88,2           | 48º Q          | 84,0 m          | 73,8            | 47º             | non qualificato | non qualificato | non qualificato | non qualificato | non qualificato |
| Trampolino lungo   | Artti Aigro   | 121,5 m        | 86,8           | 39º Q          | 107,0 m         | 79,4            | 48º             | non qualificato | non qualificato | non qualificato | non qualificato | non qualificato |
| Trampolino lungo   | Kevin Maltsev | DSQ            | DSQ            | DSQ            | DSQ             | DSQ             | DSQ             | DSQ             | DSQ             | DSQ             | DSQ             | DSQ             |
| Trampolino lungo   | Martti Nõmme  | 114,0 m        | 77,2           | 44º Q          | 118,0 m         | 96,5            | 43º             | non qualificato | non qualificato | non qualificato | non qualificato | non qualificato |

## Sci alpino

### Uomini
| Gara            | Atleta       | Tempo     | Tempo     | Tempo   | Posizione |
| Gara            | Atleta       | 1ª manche | 2ª manche | Totale  | Posizione |
| --------------- | ------------ | --------- | --------- | ------- | --------- |
| Slalom speciale | Tormis Laine | DNF       | DNF       | DNF     | DNF       |
| Slalom gigante  | Tormis Laine | 1'15"70   | 1'15"18   | 2'30"88 | 40º       |

### Donne
| Gara            | Atleta            | Tempo     | Tempo     | Tempo   | Posizione |
| Gara            | Atleta            | 1ª manche | 2ª manche | Totale  | Posizione |
| --------------- | ----------------- | --------- | --------- | ------- | --------- |
| Slalom speciale | Anna Lotta Jõgeva | 1'00"90   | 59"61     | 2'00"51 | 48ª       |
| Slalom gigante  | Anna Lotta Jõgeva | DNF       | DNF       | DNF     | DNF       |

## Sci di fondo
L'Estonia ha qualificato nello sci di fondo un totale di sette atleti, cinque uomini e due donne.

### Uomini
| Evento                 | Atleta                                                 | Qualificazioni | Qualificazioni | Quarti di finale | Quarti di finale | Semifinali      | Semifinali      | Finale          | Finale          |
| Evento                 | Atleta                                                 | Tempo          | Pos.           | Tempo            | Pos.             | Tempo           | Pos.            | Tempo           | Pos.            |
| ---------------------- | ------------------------------------------------------ | -------------- | -------------- | ---------------- | ---------------- | --------------- | --------------- | --------------- | --------------- |
| Sprint                 | Marko Kilp                                             | 3'15"05        | 15º Q          | 3'12"00          | 4º               | non qualificato | non qualificato | non qualificato | non qualificato |
| Sprint                 | Raido Ränkel                                           | 3'17"88        | 31º            | non qualificato  | non qualificato  | non qualificato | non qualificato | non qualificato | non qualificato |
| Sprint                 | Karel Tammjärv                                         | 3'22"68        | 52º            | non qualificato  | non qualificato  | non qualificato | non qualificato | non qualificato | non qualificato |
| Sprint a squadre       | Marko Kilp Karel Tammjärv                              | N.D.           | N.D.           | N.D.             | N.D.             | 16'30"30        | 9º              | non qualificati | non qualificati |
| Evento                 | Atleta                                                 | Tempo          | Tempo          | Tempo            | Distacco         | Distacco        | Distacco        | Posizione       | Posizione       |
| 15 km tecnica libera   | Raido Ränkel                                           | 37'21"9        | 37'21"9        | 37'21"9          | +3'38"0          | +3'38"0         | +3'38"0         | 59º             | 59º             |
| 15 km tecnica libera   | Karel Tammjärv                                         | 35'29"4        | 35'29"4        | 35'29"4          | +1'45"5          | +1'45"5         | +1'45"5         | 22º             | 22º             |
| 15 km tecnica libera   | Andreas Veerpalu                                       | 37'16"2        | 37'16"2        | 37'16"2          | +3'32"3          | +3'32"3         | +3'32"3         | 58º             | 58º             |
| 50 km tecnica classica | Algo Kärp                                              | 2h13'45"7      | 2h13'45"7      | 2h13'45"7        | +5'23"3          | +5'23"3         | +5'23"3         | 17º             | 17º             |
| 50 km tecnica classica | Andreas Veerpalu                                       | 2h21'13"2      | 2h21'13"2      | 2h21'13"2        | +12'51"1         | +12'51"1        | +12'51"1        | 38º             | 38º             |
| Skiathlon              | Karel Tammjärv                                         | 1h19'25"2      | 1h19'25"2      | 1h19'25"2        | +3'05"2          | +3'05"2         | +3'05"2         | 32º             | 32º             |
| Skiathlon              | Andreas Veerpalu                                       | 1h22'11"4      | 1h22'11"4      | 1h22'11"4        | +5'51"4          | +5'51"4         | +5'51"4         | 47º             | 47º             |
| Staffetta 4x10 km      | Andreas Veerpalu Algo Kärp Karel Tammjärv Raido Ränkel | 1h38'21"7      | 1h38'21"7      | 1h38'21"7        | +5'16"8          | +5'16"8         | +5'16"8         | 12º             | 12º             |

### Donne
| Evento                 | Atleta          | Qualificazioni | Qualificazioni | Quarti di finale | Quarti di finale | Semifinali      | Semifinali      | Finale          | Finale          |
| Evento                 | Atleta          | Tempo          | Pos.           | Tempo            | Pos.             | Tempo           | Pos.            | Tempo           | Pos.            |
| ---------------------- | --------------- | -------------- | -------------- | ---------------- | ---------------- | --------------- | --------------- | --------------- | --------------- |
| Sprint                 | Tatjana Mannima | 3'28"57        | 39ª            | non qualificata  | non qualificata  | non qualificata | non qualificata | non qualificata | non qualificata |
| Evento                 | Atleta          | Tempo          | Tempo          | Tempo            | Distacco         | Distacco        | Distacco        | Posizione       | Posizione       |
| 10 km tecnica libera   | Tatjana Mannima | 28'37"0        | 28'37"0        | 28'37"0          | +3'36"5          | +3'36"5         | +3'36"5         | 50ª             | 50ª             |
| 30 km tecnica classica | Tatjana Mannima | 1h34'27"7      | 1h34'27"7      | 1h34'27"7        | +12'10"1         | +12'10"1        | +12'10"1        | 28ª             | 28ª             |
| Skiathlon              | Tatjana Mannima | 46'41"7        | 46'41"7        | 46'41"7          | +5'56"8          | +5'56"8         | +5'56"8         | 56ª             | 56ª             |